# Sergio Francisco Mansilla
Sergio Francisco Mansilla es un político argentino del Partido Justicialista que se desempeñó como senador nacional por la provincia de Tucumán entre 2009 y 2015. También es legislador provincial desde 2019 (con un mandato previo entre 2007 y 2009), siendo presidente subrogante del cuerpo desde septiembre de 2021, cargo que también ejerció entre 2007 y 2009.

## Biografía
Miembro del Partido Justicialista (PJ), en 1991 fue elegido al concejal de Aguilares (departamento Río Chico, Tucumán) entre 1995 y 1999 fue secretario del concejo deliberante local. En 1999 fue elegido intendente de la misma localidad, desempeñando el cargo hasta 2003.
Entre 2003 y 2007 fue secretario de Coordinación de Municipios y Comunas del gobierno provincial, designado por el gobernador José Alperovich. En las elecciones provinciales de 2007, fue elegido a la Legislatura de la Provincia de Tucumán por la Sección III (Oeste), asumiendo además como presidente subrogante del cuerpo. También integró las comisiones de Peticiones y Acuerdos; de Educación y Cultura; y de Juicio Político.
En las elecciones legislativas de 2009, fue elegido senador nacional por la provincia de Tucumán, con mandato hasta 2015.  Integró como vocal las comisiones de Seguridad Interior y Narcotráfico; de Ambiente y Desarrollo Sustentable; de Turismo; y de Ciencia y Tecnología, además de ser representante argentino en el Parlamento Latinoamericano.
En las elecciones provinciales de 2015 se postuló por tercera vez a la legislatura provincial (se había postulado en 2011 pero sin asumir a la banca para continuar en el Senado de la Nación), encabezando la lista del Frente para la Victoria en la Sección III (Oeste). Resultó elegido pero no pudo asumir el cargo por la impugnación presentada a raíz del límite fijado por la constitución provincial de dos mandatos consecutivos en la legislatura. Tras una sentencia de la justicia provincial en 2017, que finalmente le imposibilitó asumir, la banca fue ocupada por César Dip para completar le mandato.
En 2019 volvió a postularse a la legislatura y pudo ser elegido y asumir la banca, desempeñándose como presidente del bloque de legisladores que responden a Juan Manzur. En septiembre de 2021, tras la licencia del gobernador Manzur y la asunción de Osvaldo Jaldo al ejecutivo provincial, Mansilla volvió a ser elegido presidente subrogante de la legislatura provincial.